# Askøy FK

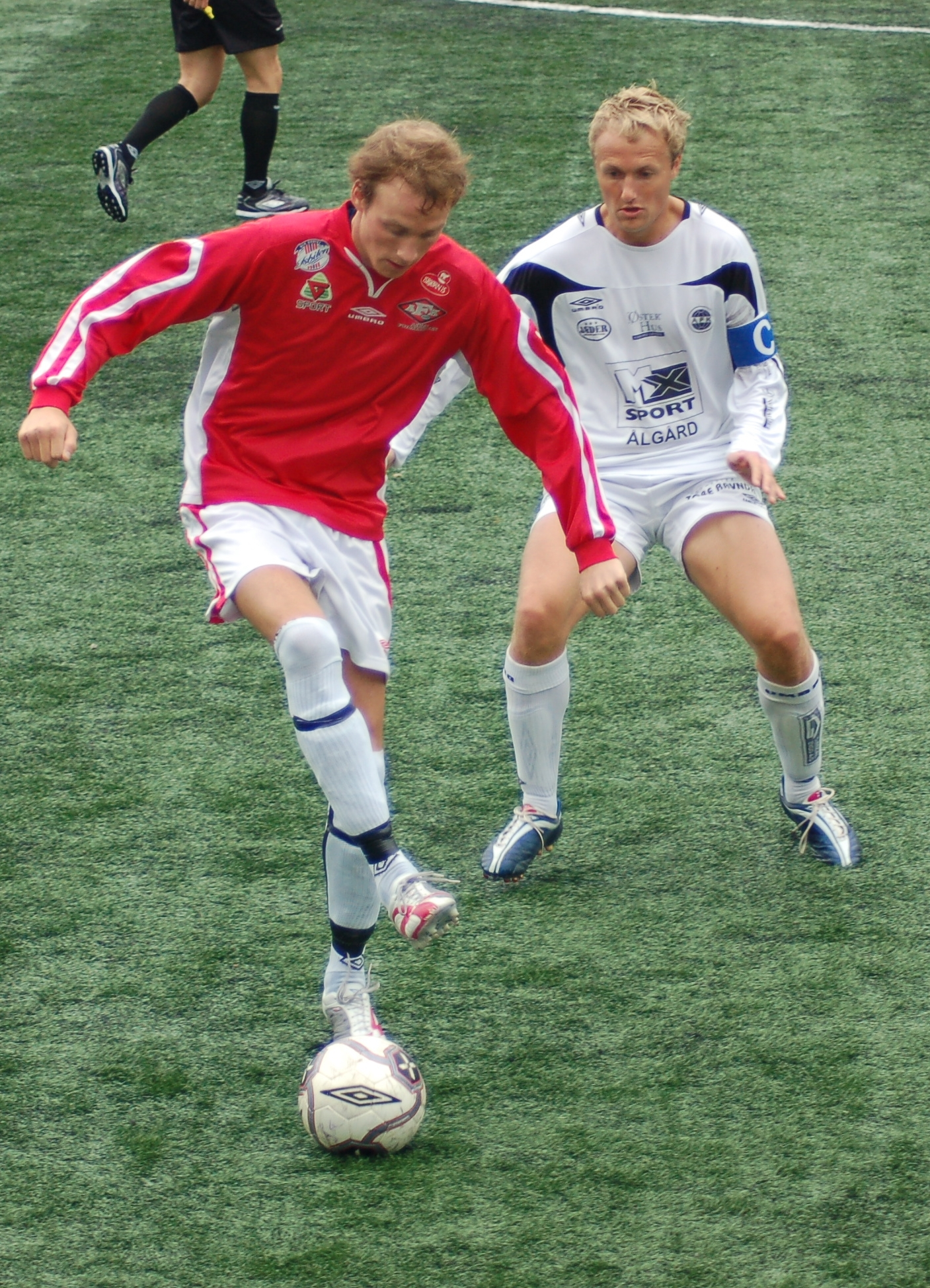
Zdjęcie z meczu Askøy FK

Askøy Fotballklubb – norweski klub piłkarski z siedzibą w mieście Kleppestø, w gminie Askøy. Został założony 3 marca 1999 roku. Obecnie gra w 3. divisjon for herrer. Najlepszym sezonem w wykonaniu Askøy FK był sezon 2007, kiedy to grali jeden poziom wyżej od obecnego, w 2. divisjon.